# メンガーのスポンジ

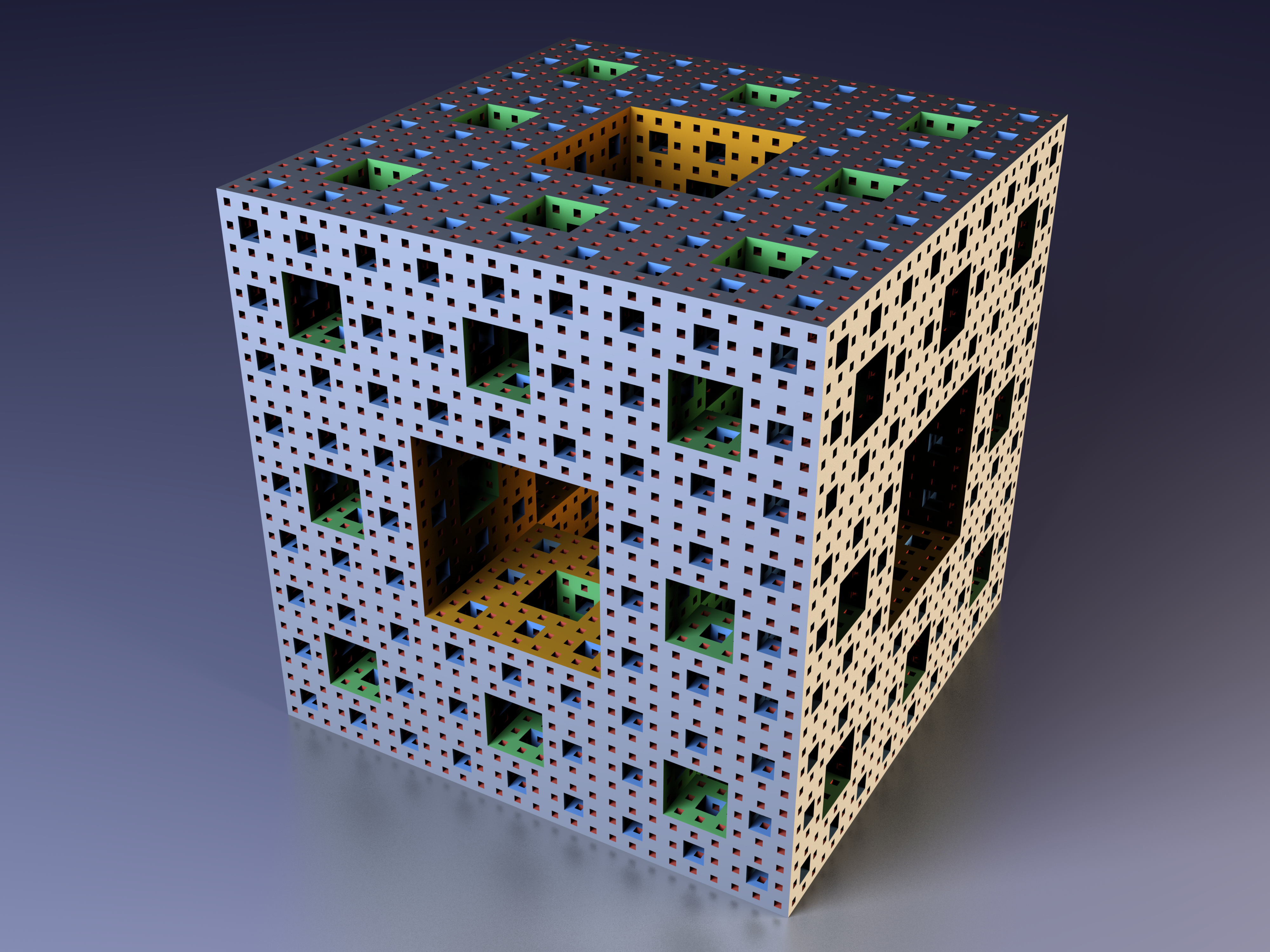
メンガーのスポンジの構成過程における4回目の反復 (M_{4}) におけるイメージ図。

メンガーのスポンジとは1926年にカール・メンガーにより発見された自己相似なフラクタル図形の一種であり、立方体に穴をあけたものである。そのフラクタル次元（ハウスドルフ次元、相似次元）は {\textstyle {\frac {\log 20}{\log 3}}(=2.7268\ldots )}（オンライン整数列大辞典の数列 A102447）次元である。メンガーのスポンジの面は同じくフラクタル図形のシェルピンスキーのカーペットでできている。

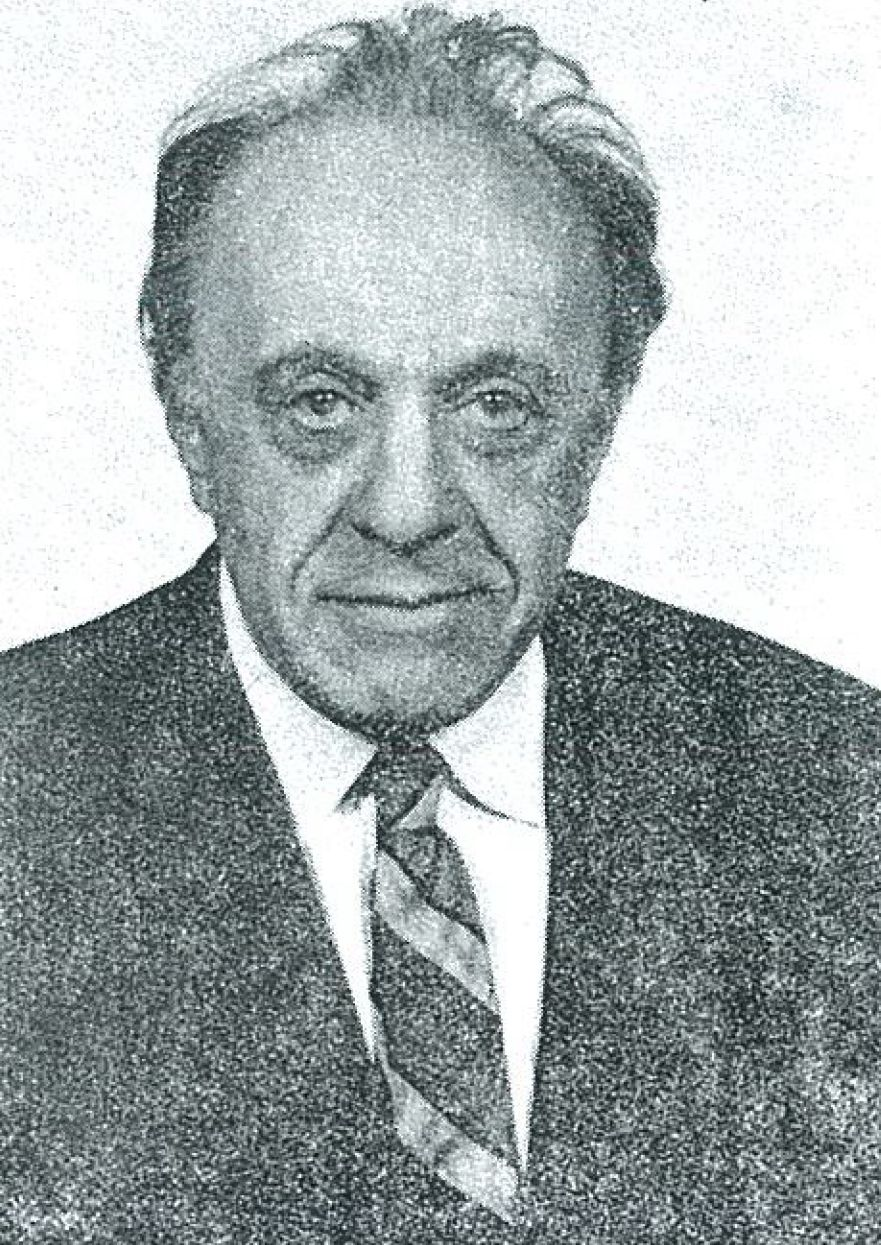
カール・メンガー

メンガーのスポンジはフラクタル図形であるため、正確に作図することはできない。また、メンガーのスポンジは無限個の穴を開けるため正確には3次元空間では見ることができない。それは表に見える6つの面がシェルピンスキーのカーペットによって構成されていて面積が0となるからである。

## 面積
メンガーのスポンジの次元は2より大きいため、2次元的な大きさである面積は無限である。表面積が1となる大きな立方体から穴を空けてメンガーのスポンジを構成する場合、一度目の穴を空けると、その表面積は{\displaystyle {\tfrac {1}{3}}}増加する。
穴を空ける回数を{\displaystyle n}とすると、その表面積は{\displaystyle 2(20/9)^{n}+4(8/9)^{n}}と表すことができ、これは無限回繰り返した時、無限大に発散する。

## 体積
メンガーのスポンジの次元は3より小さい（2.7268...次元）ため、3次元的な大きさである体積は 0 である。

実際、体積が1となる大きな立方体から穴を空けてメンガーのスポンジを構成する場合、一度穴を空ける毎にその体積は{\displaystyle {\tfrac {7}{27}}}ずつ減少するため、穴を空ける回数を{\displaystyle n}とすると最終的に体積は{\displaystyle \lim _{n\to \infty }\left({\tfrac {20}{27}}\right)^{n}=0}となり{\displaystyle 0}に収束する。

## 厳密な定義

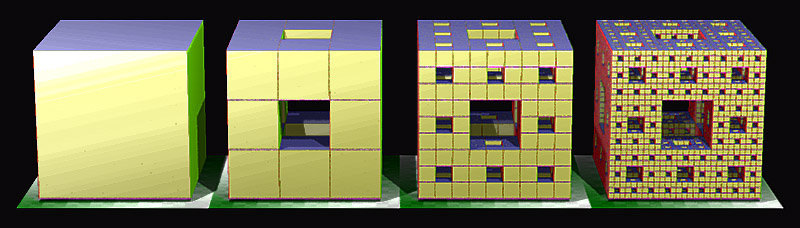
メンガーのスポンジの3回目 (M_{3}) までの反復構成過程のフローイメージ図。

メンガースポンジの厳密な定義は以下である:
{\displaystyle M:=\bigcap _{n\in \mathbb {N} }M_{n}}
ここで{\displaystyle M_{0}} は単位立方体で、
{\displaystyle M_{n+1}:=\left\{{\begin{matrix}(x,y,z)\in \mathbb {R} ^{3}:&{\begin{matrix}\exists i_{1},i_{2},i_{3}\in \{0,1,2\}.(3x-i_{1},3y-i_{2},3z-i_{3})\in M_{n}\\\#\{i_{j}\mid i_{j}=1\}\leqq 1\end{matrix}}\end{matrix}}\right\}.}